# Kiefferia pericarpiicola
Espèce
Kiefferia pericarpiicola est une espèce d'insectes diptères de la famille des Cecidomyiidae et du genre Kiefferia. Originaire d'Europe, c'est un parasite des Apiacées qui provoque des galles sur les plantes, en particulier la Carotte.

## Répartition
C'est une espèce endémique d'Europe où elle est présente dans la plupart des pays. 

## Cycle de vie

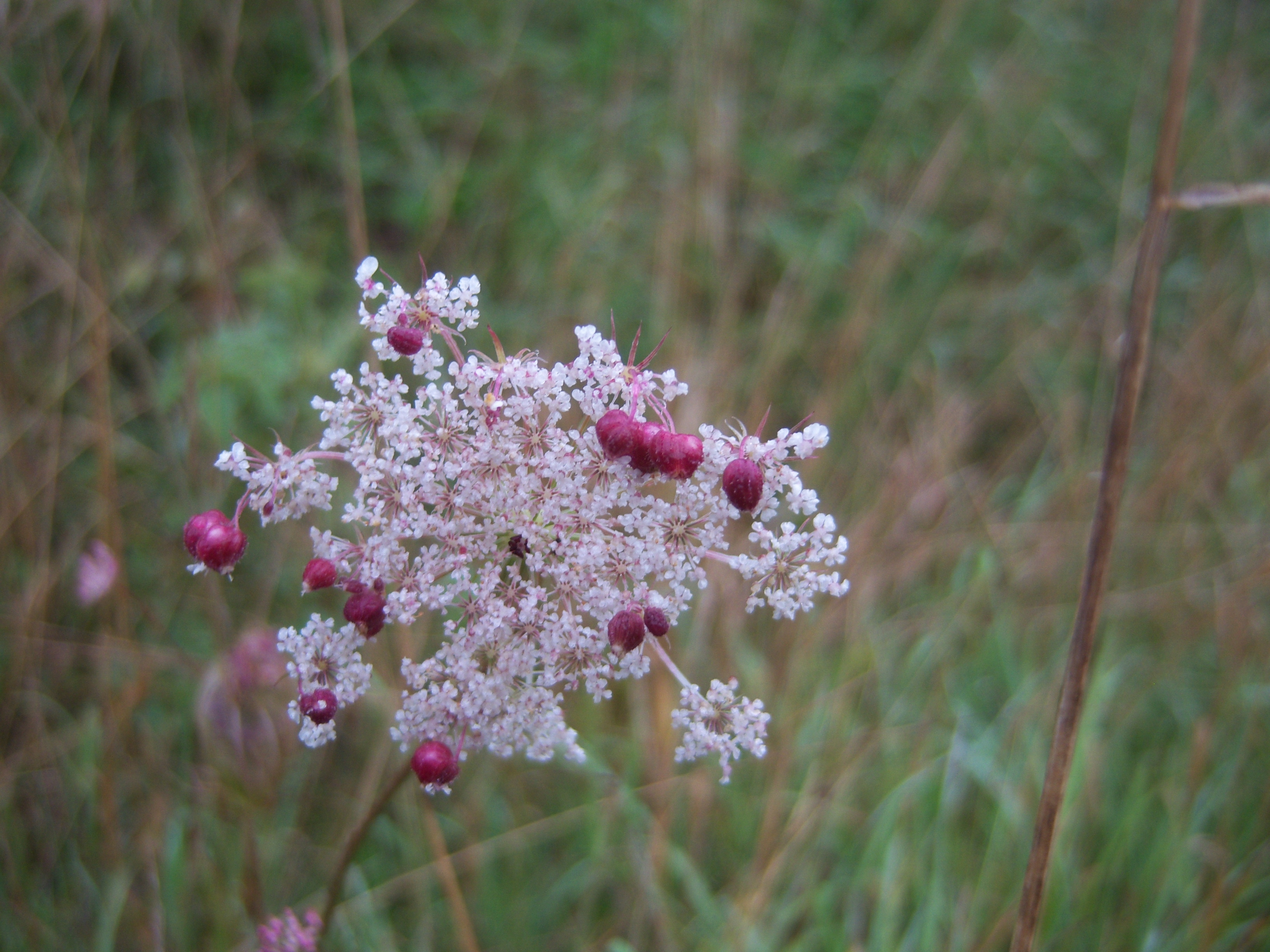
Galles sur ombelle de Daucus carota.

Une à trois larves se partagent un fruit (d'Apiacées exclusivement) partiel. L'intérieur de la galle est tapissé d'un mycélium nutritif. Il n'y a qu'une génération par an. La larve hiberne dans le sol dans un cocon.

## Plantes hôtes
Ses plantes hôtes sont les espèces d'Apiacées suivantes :
- Angelica archangelica
- Angelica sylvestris
- Anthriscus cerefolium
- Anthriscus sylvestris
- Berula erecta
- Bupleurum falcatum
- Bupleurum longifolium
- Bupleurum praealtum
- Bupleurum ranunculoides
- Carum carvi
- Carum verticillatum
- Chaerophyllum aromaticum
- Conium maculatum
- Daucus carota
- Daucus carota subsp. sativus
- Falcaria vulgaris
- Ferulago campestris
- Foeniculum vulgare
- Heracleum sphondylium
- Laserpitium latifolium
- Laserpitium prutenicum
- Oenanthe pimpinelloides
- Pastinaca sativa
- Petroselinum crispum
- Peucedanum cervaria
- Peucedanum oreoselinum
- Peucedanum palustre
- Physospermum cornubiense
- Pimpinella anisum
- Pimpinella major
- Pimpinella saxifraga
- Pimpinella tragium
- Selinum carvifolia
- Seseli annuum
- Seseli libanotis
- Silaum silaus
- Smyrnium olusatrum
- Torilis japonica

## Inquilinisme
Les espèces Amerapha gracilis, Contarinia inquilina, Lasioptera thuringiaca et Trotteria umbelliferarum sont des parasites de Kiefferia pericarpiicola sans pour autant avoir un impact négatif sur leur hôte : ce sont des inquilines.

## Systématique
Le nom scientifique complet (avec auteur) de ce taxon est Kiefferia pericarpiicola (Bremi (d), 1847).
L'espèce a été initialement classée dans le genre Cecidomyia sous le protonyme Cecidomyia pericarpiicola Bremi, 1847,.
Kiefferia pericarpiicola a pour synonymes :
- Asphondylia pimpinellae Low, 1874
- Asphondylia umbellatarum Low, 1877
- Cecidomyia dauci Bremi, 1847
- Cecidomyia pericarpiicola Bremi, 1847
- Cecidomyia pimpinellae Loew, 1850
- Kiefferia pimpinellae (Löw, 1874)
- Kiefferia umbellatarum (Löw, 1877)
- Schizomyia pimpinellae (Loew, 1874)
- Schizomyia umbellatarum (Löw, 1877)

## Publication originale
- (de) J. J. Bremi, « Beitraege zu Einer Monographie der Gallmüchen, Cecidomyia Meigen », Nouveaux mémoires de la Société helvétique des sciences naturelles, Zurich, vol. 9, no 3,‎ 1847, p. 1-71 (ISSN 0259-6903, OCLC 72789736, lire en ligne).